# Королевские регалии Черногории

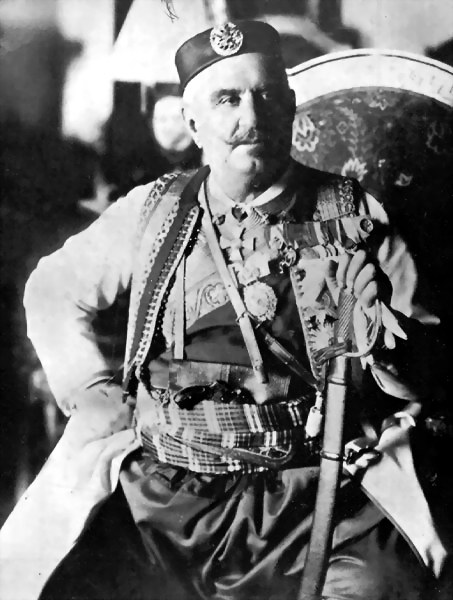
Король Никола I на королевском троне с мечом

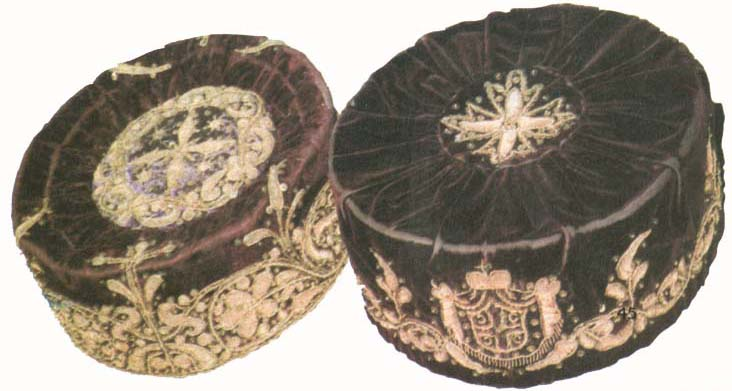
Головные уборы короля Николы I и королевы Милены

Королевские регалии Черногории (черног. Краљевски драгуљи Црне Горе) — символы власти монарха, которые использовались при коронации монарха королевства Черногория (существовало в 1910—1918 годах).
28 августа 1910 года, в юбилейный год 50-летия своего царствования, следуя общеевропейской традиции, а также укрепляя свою державную власть, князь Черногории Никола I Петрович провозгласил княжество Черногория королевством, и стал его первым королём. Никола I, король Черногории и Брды, господарь Зеты, Приморья и Скадарского озера — таков был его полный титул. В связи с этим, герб страны был видоизменен: орел из золотого превратился в серебряного; щиток, на котором изображался лев, стал полностью красным, а княжескую корону сменила королевская. Королевство Черногория как независимое государство просуществовало только 8 лет, с 1910 по 1918 годы, после чего вошло в состав Сербии. Королевская корона Черногории была использована только один раз — при коронации короля Николы I.
Королевские регалии Черногории включают:
- Главную королевскую корону — изготовлена в 1908 году из 20-каратного золота, состоит из оголовья и 10 арок, наверху которых находится сфера с золотым крестом; золотое оголовье и арки украшены жёлтыми сапфирами;
- Корона королевы Милены — изготовлена также в 1908 году из 20-каратного золота, имеет красный плюшевый колпачок, вставленный в золотое оголовье с пятью зубцами, украшенными изумрудами;
- королевский скипетр — изготовлен также в 1908 году из золота, длиной 78 см, конец креста украшен мелким жемчугом;
- меч короля Николы I — изготовлен в 1897 году, имеет серебряную ручку с кожаным обрамлением, украшенным серебром;
- державу — изготовлена в 1908 году, сине-эмалированные мраморный шар в золотом обруче с крестом;
- королевскую печать;
- корону кронпринца — изготовлена в 1910 году после провозглашения Королевства Черногория для цесаревича Данило II;.
- корону принцессы Ксении — изготовлена в 1912 года для дочери короля Ксении, сделана из серебра и инкрустирована изумрудами и бриллиантами;
- Корона Стефана Душана — самая старая из королевских регалий, изготовлена примерно в 1331 году по просьбе сербского короля Стефана Уроша IV Душана. Корона инкрустирована жемчугом, драгоценными камнями и украшена миниатюрами с изображениями главных черногорские святых, покровителей и правителей. В настоящее время хранится в монастыре в Цетине;
- королевский трон Черногории — изготовлен в 1909 году из дуба, имеет золотую подкладку, покрыт бархатом, плюшем и украшен рельефными изображениями.

Королевские регалии Черногории (за исключением короны Стефана Душана) в настоящее время хранятся в бывшем королевском дворце в Цетине (ныне — филиал государственного музея).